# كورونا (جعة)
كورونا (بالإسبانية: Corona)‏ وهي شركة مكسيكية لصناعة الجعة تأسست سنة 1925 في المكسيك وزادت شعبيتها تدريجيا وخصوصا في الولايات المتحدة، وتعد هذه الشركة من أفضل شركات صناعة الجعة في العالم.

## وصلات خارجية
- شركة كورونا